# 横井美保子
横井 美保子（よこい みほこ、1927年〈昭和2年〉12月 - 2022年〈令和4年〉5月27日）は、元大日本帝国陸軍軍人・横井庄一の妻。横井庄一記念館館長。東京都出身。旧姓は、幡新（はたしん）。 

## 経歴
鳥取県米子高等女学校卒業。
京都に居住し、兄の家で家事見習いとして生活を送っていた。
1972年8月13日に親しい友人に薦められる形で、戦時中にグアムに派遣され同年2月2日に約28年の潜伏生活を終えたばかりの、元大日本帝国陸軍軍人の横井庄一と名古屋で見合いをする。当時の庄一はメディアや多くの国民から奇異の目で追われ人間不信に陥り、美保子のことも疑っていたという。しかし、その後意気投合し、その日のうちに結婚が決まった。この時、庄一が57歳で美保子が44歳であった。同年11月に熱田神宮で結婚式を挙げ、翌1973年2月からは、名古屋市内の新居で生活を始めた。なお、当初は、名古屋市内の県営住宅で生活をしていた。
美保子は妻としてだけではなく、講演活動やメディア出演で多忙な夫・庄一の鞄持ちやスケジュール管理などの秘書業務や戦前と経済体制が大きく異なっているため、財産管理等も行った。
夫の庄一が1997年9月22日に82歳で亡くなった後も庄一の事績の継承を行った。2006年6月24日には二人で共に生活を送った名古屋市中川区の自宅の一室に「横井庄一記念館」を開設。庄一がジャングルで作った機織り機を庄一自ら再現したものや、潜伏していた洞穴の模型、庄一が焼いた陶器など、約50点を展示しており、毎週日曜日に無料で公開していた。2020年4月から新型コロナウイルス禍の影響で美保子が実家のある京都市へ移ったため、休館となっていた。
庄一が亡くなって約25年後の2022年5月27日、脳出血のため、京都市内の病院で死去。94歳没。美保子の死去に伴い、横井庄一記念館も同年9月3日を最後に閉館となった。